# Kenji Mizoguchi
Kenji Mizoguchi (溝口 健二, Mizoguchi Kenji) est un réalisateur japonais né le 16 mai 1898 à Tokyo et mort le 24 août 1956 à Kyoto. Il est aujourd'hui considéré comme un des maîtres du cinéma japonais, aux côtés d'Akira Kurosawa et de Yasujirō Ozu. 

## Biographie

### Jeunesse
Mizoguchi naît à Tokyo en 1898. Sa famille, malgré l'ambition de son père, devient très pauvre après la crise économique de 1904. Il vit alors dans le quartier d'Asakusa, le plus pauvre de Tokyo. Le père de Mizoguchi, un ancien charpentier, est violent envers sa mère et sa sœur Suzu qu'il vendra comme geisha.
Ayant des difficultés à l'école, il devient apprenti dans l'atelier d'un dessinateur de mode. Il se passionne alors pour la peinture et, soutenu par sa sœur, s'inscrit à l'académie de peinture Aoibashi. Puis il travaille comme dessinateur publicitaire et dans un journal de Kobe. En 1918, il participe à de violentes émeutes s'inspirant de la révolution russe qui lui font perdre son emploi.
Il entre dans l'industrie du film en 1920 comme acteur pour le studio Nikkatsu puis devient rapidement assistant réalisateur de Tadashi Ono. En 1922, il réalise son premier film, Le jour où l'amour revint, imprégné de ses convictions socialistes et qui est censuré par le gouvernement.

### Carrière de réalisateur
Au début de sa carrière, il réalise ses films rapidement, souvent des adaptations d'Eugene O'Neill, de Tolstoï ou des remakes de films expressionnistes allemands. Il tourne ainsi plus de 70 films dans les années 1920 et 1930 dont la plupart sont aujourd'hui perdus. Cette époque est marquée par son engagement contre le totalitarisme dans lequel bascule le Japon, et son intérêt pour les prostituées en rapport avec la situation de sa sœur. Ces thèmes sont tous deux transcrits dans ses films.
Pour être plus indépendant, il fonde en 1934 avec le producteur Masaichi Nagata la société de production Daiichi Eiga qui fera rapidement faillite.
Mizoguchi dira qu'il n'a commencé à tourner sérieusement qu'avec Les Sœurs de Gion en 1936 qui connaît un important succès populaire. C'est l'année où commence une fructueuse collaboration avec le scénariste Yoshikata Yoda. Il s'oriente dès lors vers le réalisme, au moyen duquel il montre la transition du Japon de la féodalité à la modernité.
Après La Cigogne en papier (折鶴お千, Orizuru Osen), son dernier film muet, il passe à l'ère du cinéma parlant en 1935 avec Oyuki la vierge, adapté de la nouvelle Boule de suif de Guy de Maupassant.
Il reçoit un prix du ministère de la Culture avec Conte des chrysanthèmes tardifs (1939) qui étudie le rôle déprécié des femmes dans la société japonaise. Il développe sa célèbre approche « une scène/un plan », aidé par son chef décorateur Hiroshi Mizutani qui l'incite à utiliser des objectifs grand angles.
Il réalise pendant la guerre des films de propagande pour la Shōchiku, la plus grande maison de production cinématographique japonaise. On peut citer Le Chant de la caserne, le célèbre La Vengeance des 47 rōnin et L'Épée Bijomaru qui lui permet d'éviter la prison.

### Reconnaissance de l'après-guerre
Le Japon connaît après 1945 une vague de liberté dont Mizoguchi témoigne dans ses films militants pour le suffrage des femmes comme La victoire des femmes et Flamme de mon amour. Il craint à cette époque la répression anti-communiste et quitte en 1950 la Shōchiku. Il se tourne vers des drames revisitant les traditions japonaises avec son scénariste et collaborateur Yoshikata Yoda. 
Il commence à être connu en Occident au début des années 1950, notamment grâce au critique et réalisateur Jacques Rivette. Son premier film reconnu est La Vie d'O'Haru femme galante en 1952, avant qu'il ne reçoive la consécration d'un Lion d'argent au festival de Venise l'année suivante pour Les Contes de la lune vague après la pluie. Il est encore récompensé en 1954 pour L'Intendant Sansho et Les Amants crucifiés.
Il sera suivi par Akira Kurosawa, puis par Yasujirō Ozu. Mizoguchi touche par sa subtilité et sa poésie, non dénuées de noirceur et servies par des images en noir et blanc très travaillées. 
Entre 1953 et sa mort en 1956, tous ses films sont favorablement accueillis par la critique européenne et rencontrent leur public. Mizoguchi meurt à Kyoto d'une leucémie à l'âge de 58 ans. Il est aujourd'hui considéré comme un des maîtres du cinéma japonais. 
Entre 1923 et sa mort, il a réalisé quatre-vingt-quatorze films, dont deux en couleurs (L'Impératrice Yang Kwei-Fei et Le Héros sacrilège). Soixante-deux de ces films sont perdus, ce qui fait de Mizoguchi le réalisateur de premier plan dont le plus grand nombre de films sont perdus, loin devant John Ford, un autre grand réalisateur dont nombre de films n'ont jamais été retrouvés. On ne conserve, notamment, qu'une poignée de films muets de Mizoguchi (ce sont La Chanson du pays natal (1925), Le Pays natal (1930), des extraits de La Marche de Tokyo (1929), un court métrage documentaire sur un journal japonais en 1929, un court fragment de L'Étrangère Okichi (1930), Le Fil blanc de la cascade (1933), La Cigogne en papier, 1935). Six films parlants de la période 1938-1945 sont également perdus. Au cours des années 2000, Ojō Okichi, un film parlant de 1935 réalisé en collaboration avec Tatsunosuke Takashima,, est retrouvé.

## Appréciation

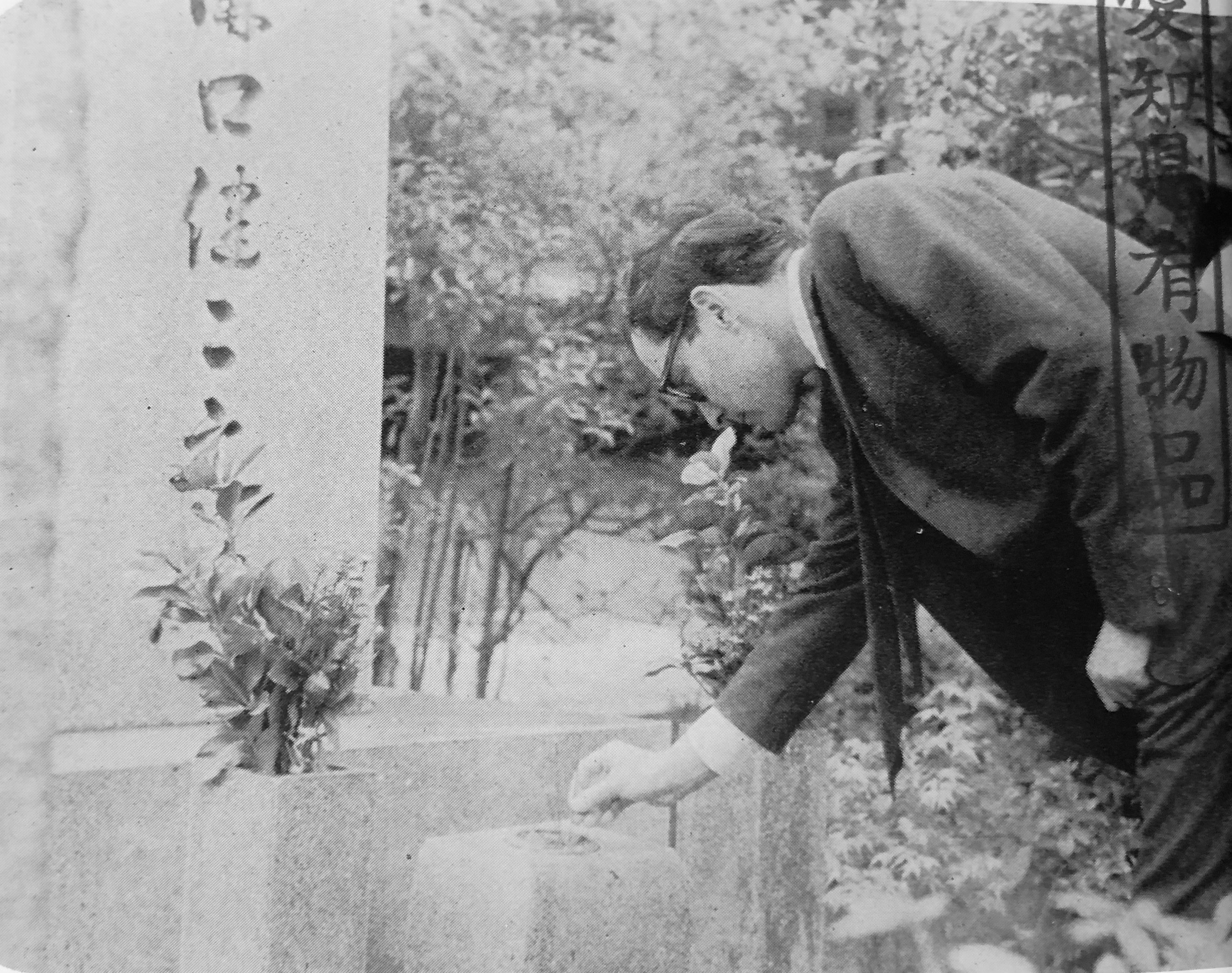
Jean-Luc Godard sur la tombe de Kenji Mizoguchi.

- « Le 24 août 1956 mourait à Kyoto le plus grand cinéaste japonais. Et même l'un des plus grands cinéastes tout court. Kenji Mizoguchi était l'égal d'un Murnau ou d'un Rossellini... Si la poésie apparaît à chaque seconde, dans chaque plan que tourne Mizoguchi, c'est que, comme chez Murnau, elle est le reflet instinctif de la noblesse inventive de son auteur. » Jean-Luc Godard, Arts, 5 février 1958.
- « Nul doute que Kenji Mizoguchi, mort il y a trois ans, ait été le plus grand cinéaste de son pays. Il a su discipliner à son usage un art né sous d'autres climats et dont ses compatriotes n'avaient pas tiré toujours le meilleur parti. Et pourtant on ne rencontre chez lui nulle volonté servile de copier l'Occident. Sa conception du cadre, du jeu, du rythme, de la composition, du temps et de l'espace est toute nationale. Mais il nous touche de la même façon qu'ont pu nous toucher Murnau, Ophüls ou Rossellini. » Éric Rohmer, Arts, 25 septembre 1959.
- « Les comparaisons sont aussi inévitables que passées de mode : Mizoguchi est le Shakespeare du cinéma, son Bach ou Beethoven, son Rembrandt, Titien ou Picasso. », James Quandt, Mizoguchi the Master, (rétrospective des films du centenaire de Mizoguchi), Cinematheque Ontario and The Japan Foundation, 1996

## Filmographie

### Comme réalisateur

#### Années 1920
- 1923 : Le Jour où l'amour revit (愛に甦へる日, Ai ni yomigaeru hi?)
- 1923 : Le Pays natal (故郷, Kokyō?)
- 1923 : Rêves de jeunesse (青春の夢路, Seishun no yumeji?)
- 1923 : La Rue du feu de l'amour (情炎の巷, Joen no chimata?)
- 1923 : Triste est la chanson des vaincus (敗者の唄は悲し, Haizan no uta wa kanashi?)
- 1923 : 813, une aventure d'Arsène Lupin (８１３, Rupimono?)
- 1923 : Le Port de la brume (霧の港, Kiri no minato?)
- 1923 : La Nuit (夜, Yoru?)[6]
- 1923 : Dans les ruines (廃墟の中, Haikyo no naka?)
- 1923 : Le Sang et l'âme (血と霊, Chi to rei?)
- 1923 : La Chanson du col (峠の唄, Tōge no uta?)
- 1924 : L'Idiot triste (悲しき白痴, Kanashiki hakuchi?)
- 1924 : La Mort à l'aube (暁の死, Akatsuki no shi?)
- 1924 : La Reine des temps modernes (現代の女王, Gendai no joō?)
- 1924 : Les femmes sont fortes (女性は強し, Josei wa tsuyoshi?)
- 1924 : Le Monde ici-bas - Rien que poussière (塵境, Jin kyō?)
- 1924 : À la recherche d'une dinde (七面鳥の行衛, Shichimenchō no yukue?)[7]
- 1924 : La Mort du Policier Ito (伊藤巡査の死, Itō junsa no shi?)
- 1924 : Le Livre de la pluie de mai ou Conte de la pluie fine (さみだれ草紙 (紅殻), Samidare zōshi?)
- 1924 : La Hache qui coupe l'amour (恋を断つ斧, Koi o tatsu ono?) co-réalisé avec Kiyomatsu Hosoyama (ja)
- 1924 : La Femme de joie (歓楽の女, Kanraku no onna?)
- 1924 : La Reine du cirque (曲馬団の女王, Kyokubadan no joō?)
- 1925 : Ā tokumukan Kantō (噫特務艦関東?) co-réalisé avec Osamu Wakayama (ja) et Kensaku Suzuki (ja)
- 1925 : Pas d'argent, pas de combat (無銭不戦, Uchen-Puchan?)[8]
- 1925 : Après les années d'étude (学窓を出でて, Gakusō o idete?)
- 1925 : La terre sourit (大地は微笑む 第一篇, Daichi wa hohoemu daiippen?)
- 1925 : Le lys blanc gémit (白百合は歎く, Shirayuri wa nageku?)
- 1925 : Au rayon rouge du soleil couchant (赫い夕陽に照されて, Akai yūhi ni terasarete?) co-réalisé avec Genjirō Saegusa (ja)[9]
- 1925 : La Chanson du pays natal (ふるさとの歌, Furusato no uta?)
- 1925 : Croquis de rue (小品映画集 街のスケッチ, Shōhin eigashū: Machi no suketchi?)
- 1925 : L'Être humain (人間, Ningen?)
- 1925 : Le Général Nogi et monsieur l'Ours (乃木将軍と熊さん, Nogi taishō to Kumasan?)
- 1926 : Le Roi de la monnaie (銅貨王, Dōkaō?)
- 1926 : Les Murmures d'une poupée en papier Haru (紙人形春の囁き, Kaminingyō haru no sasayaki?)
- 1926 : Ma faute (新説己が罪, Shinsetsu ono ga tsumi?)
- 1926 : L'Amour fou d'une maîtresse de chant (狂恋の女師匠, Kyōren no onna shishō?)
- 1926 : Les Enfants du pays maritime (海国男児, Kaikoku danji?)
- 1926 : L'Argent (金, Kane?)
- 1927 : La Gratitude envers l'empereur ou La Faveur impériale (皇恩, Kōon?)
- 1927 : Cœur aimable (慈悲心鳥, Jihi shinchō?)[10]
- 1928 : La Vie d'un homme (人の一生, Hito no isshō?)
- 1928 : Quelle charmante fille ! (娘可愛や, Musume kawaiya?)
- 1929 : Le Pont Nihon (日本橋, Nihon bashi?)[11]
- 1929 : Le journal Asahi brille (朝日は輝く, Asahi wa kagayaku?) co-réalisé avec Seiichi Ina
- 1929 : La Marche de Tokyo (東京行進曲, Tōkyō kōshin-kyoku?)
- 1929 : La Symphonie de la grande ville (都会交響曲, Tokai kokyōgaku?)

#### Années 1930
- 1930 : Le Pays natal (藤原義江のふるさと, Fujiwara Yoshie no furusato?)
- 1930 : L'Étrangère Okichi (唐人お吉, Tōjin Okichi?)
- 1931 : Et pourtant ils avancent (しかも彼等は行く, Shikamo karera wa yuku?)
- 1932 : Le Dieu gardien du temps (時の氏神, Toki no ujigami?)
- 1932 : L'Aube de la fondation d'un état : La Mandchourie-Mongolie (満蒙建国の黎明, Manmō kenkoku no reimei?)
- 1933 : Le Fil blanc de la cascade (瀧の白糸, Taki no shiraito?)
- 1933 : La Fête à Gion (祇園祭, Gion matsuri?)
- 1934 : Vents sacrés ou Le Groupe Jinpu (神風連, Jinpu-ren?)
- 1934 : Le Col de l'amour et de la haine (愛憎峠, Aizō tōge?)
- 1935 : La Cigogne en papier (折鶴お千, Orizuru Osen?)
- 1935 : Oyuki la vierge (マリヤのお雪, Maria no Oyuki?)
- 1935 : Les Coquelicots (虞美人草, Gubijinsō?)
- 1936 : L'Élégie d'Osaka (浪華悲歌, Naniwa erejii?)
- 1936 : Les Sœurs de Gion (祇園の姉妹, Gion no shimai?)
- 1937 : L'Impasse de l'amour et de la haine (愛怨峡, Aien kyō?)
- 1938 : Le Chant de la caserne (露営の歌, Roei no uta?)
- 1938 : Ah ! Le Pays natal (あゝ故郷, Ā kokyo?)
- 1939 : Conte des chrysanthèmes tardifs (残菊物語, Zangiku monogatari?)

#### Années 1940
- 1940 : La Femme de Naniwa (浪花女, Naniwa onna?)
- 1941 : La Vie d'un acteur (芸道一代男, Geidō ichidai otoko?)
- 1941 : La Vengeance des 47 rōnin (元禄忠臣蔵 前篇, Genroku chūshingura?)
- 1944 : Trois Générations de Danjurō (団十郎三代, Danjurō sandai?)
- 1944 : L'Histoire de Musashi Miyamoto (宮本武蔵, Miyamoto Musashi?)
- 1945 : L'Épée Bijomaru (名刀美女丸, Meitō bijomaru?)
- 1945 : Le Chant de la victoire (必勝歌, Hisshō ka?) co-réalisé avec Masahiro Makino, Hiroshi Shimizu et Tomotaka Tasaka
- 1946 : La Victoire des femmes (女性の勝利, Josei no shōri?)
- 1946 : Cinq Femmes autour d'Utamaro (歌麿をめぐる五人の女, Utamaro o meguru gonin no onna?)
- 1947 : L'Amour de l'actrice Sumako (女優須磨子の恋, Joyū Sumako no koi?)
- 1948 : Femmes de la nuit (夜の女たち, Yoru no onnatachi?)
- 1949 : Flamme de mon amour (我が恋は燃えぬ, Waga koi wa moenu?)

#### Années 1950
- 1950 : Le Destin de madame Yuki (雪夫人絵図, Yuki fujin ezu?)
- 1951 : Miss Oyu (お遊さま, Oyū-sama?)
- 1951 : La Dame de Musashino (武蔵野夫人, Musashino fujin?)
- 1952 : La Vie d'O'Haru femme galante (西鶴一代女, Saikaku ichidai onna?)
- 1953 : Les Contes de la lune vague après la pluie (雨月物語, Ugetsu monogatari?)
- 1953 : Les Musiciens de Gion ou La Fête à Gion (祇園囃子, Gion bayashi?), remake de son film de 1933.
- 1954 : L'Intendant Sansho (山椒大夫, Sanshō dayū?)
- 1954 : Une femme dont on parle (噂の女, Uwasa no onna?)
- 1954 : Les Amants crucifiés (近松物語, Chikamatsu monogatari?)
- 1955 : L'Impératrice Yang Kwei-Fei (楊貴妃, Yōkihi?)
- 1955 : Le Héros sacrilège (新・平家物語, Shin heike monogatari?)
- 1956 : La Rue de la honte (赤線地帯, Akasen chitai?)

### Comme superviseur
- 1935 : Ojō Okichi (お嬢お吉?) de Tatsunosuke Takashima